# Governatorato della Beqā
Il governatorato della Beqāʿ (in arabo محافظة البقاع‎?, Muḥāfaẓat al-Biqāʿ) è un governatorato del Libano che si trova nel nord-est del paese. La superficie e di circa 4 160,9 km² ed ha una popolazione di circa 620 022 abitanti (stime 2008). Il capoluogo è Zahle.

## Distretti

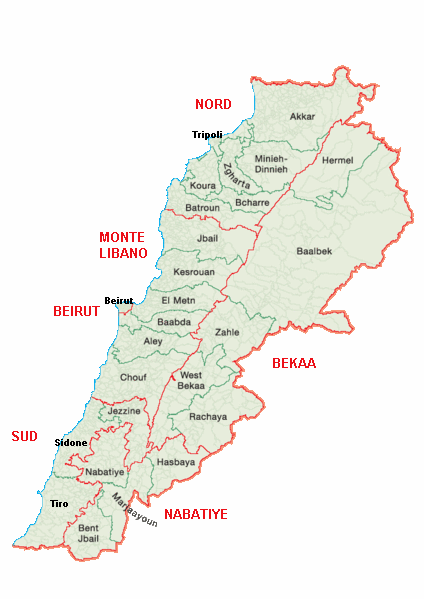

Il governatorato è organizzato in 3 distretti, da nord a sud:
- Distretto di Zahle
- Distretto della Beqā Ovest
- Distretto di Rashaya